# Доулатшах Самарканди
Доулатша́х (Давлатшах, Даулатшах) Самарканди́ (перс. دولتشاه سمرقندی‎; род. 1436, 1437 или 1438, Самарканд — ум. 1491, 1495 или 1507) — среднеазиатский персидский поэт и писатель. Прославился как историк персидской литературы своим сочинением «Тазкират аш-шуара», то есть «Жизнеописания поэтов».

## Биография
Доулатшах родился в Самарканде в первой половине XV века (в 1436, 1437 или 1438 году). Его отец, Ала ад-доуле Бахтишах Гази Исфараини (перс. علاءالدوله بختيشاه غازى‎), был придворным Шахруха, сына Тамерлана. Его брат Амир Рази ад-Дин Али (перс. امير رضي الدين علي‎), писавший стихи на персидском и тюркском языках, служил Абу-л-Касиму Бабуру в Хорасане. И сам Доулатшах некоторое время был приближенным Хусейна Байкары, участвовал в военных походах, но затем отказался от государственной службы. Позднее он с сожалением подчёркивал, что провёл большую часть своей жизни беспутно и только на 50-м году взялся за составлениe своего главного произведения.
Умер в 1491, 1495 или 1507 году.

## Труды
Доулатшах является автором важной книги по истории персидской литературы — «Тазкират аш-шуара» (перс. تذكرة الشعراء‎), составленного по предложению Алишера Навои и оконченного в 1487 году. «Тазкират» состоит из введения, 7 разделов и заключительной части, посвящённой современникам Доулатшаха, в нём содержатся биографические рассказы о 150 различных поэтах и около 350 поэтических отрывков. Биографии расположены хронологически; при каждой биографии образцы произведений. К недостаткам сочинения относится скудость известий, отсутствие критики, морализующая тенденция и крайнее восхваление современников; ни слова нет о предшественниках Рудаки. Многие сведения, изложенные Доулатшахом, недостоверны и носят легендарный характер.
Доулатшах Самарканди был одним из немногих авторов того времени, полностью посвятивших свои труды поэтам. Аналогами «Тазкирата» являются «Лубаб ал-албаб» Ауфи и «Манакиб аш-шуара» Абу Тахира Хатуни, о которых Самарканди скорее всего не знал.
«Тазкират» был издан анонимным редактором в Бомбее в 1887 году, Э. Г. Брауном в Лондоне и Лейдене в 1901 году и Мохаммадом Рамазани в Тегеране в 1959 году. Обстоятельный обзор сочинения с большими извлечениями оттуда дан Сильвестром де Саси в IV томе «Notices Et Extraits des Manuscrits de la Bibliothèque Nationale Et Autres Bibliothèques». Хаммер-Пургшталь положил «Тазкират аш-шуара» в основу своей «Geschichte der schönen Redekünste Persiens» (1818). Отдельные биографии из «Тазкират» появлялись и в Европе (например, Вуллерс перевел три биографии: Фирдоуси, Хафиза и Анвари). В России были напечатаны по-персидски биографии Фирдоуси, Хафиза и Аттара в «Персидской хрестоматии» Болдырева (Москва, 1833); на русский же язык переведена биография Фирдоуси, в диссертации Степана Назарьянца: «Абдуль Касем Фердауси Тусский» («Учёные записки Казанского университета», 1849), и Саади, в диссертации Холмогорова: «Шейх Мослихуддин Саади» («Учёные записки Казанского университета», 1865 и отдельно 1867); к последней приложен персидский текст.